# جی‌ای‌ام
جی‌ای‌ام (انگلیسی: GAM) شرکت مدیریت دارایی سوئیسی است، که در سال ۱۹۸۳ تأسیس شد.